# 路易斯·杜克鲁特
路易斯·罗伯特·保罗·杜克鲁特（Louis Robert Paul Ducruet，1992年11月26日—），生于摩纳哥蒙特卡洛格蕾丝王妃医院，摩纳哥亲王王室成员。是摩纳哥公主斯蒂芬妮与第一任丈夫丹尼尔·杜克鲁特的儿子。現任摩納哥電子競技聯合會主席。他也是现时摩纳哥亲王位第十顺位继承人。

## 生平
路易斯的童年時光是在法國濱海阿爾卑斯省的小型滑雪勝地歐龍中度過的。
路易斯·杜克魯特有四位兄弟姐妹：
- 妹妹：保琳·杜克鲁特，出生於1994年。
- 同父異母的哥哥：米歇爾·杜克魯特，生於1992年，摩納哥親王槍騎兵團成員。
- 同母異父的妹妹：卡米爾·戈特利布，生於1998年。
- 同父異母的妹妹：莉努埃·杜克魯特

## 職業
曾任法甲球隊摩納哥俱樂部副主席兼首席執行官助理。

現任英超球隊諾丁漢森林俱樂部國際項目顧問。